# Camellia luteoflora
Camellia luteoflora là một loài thực vật có hoa trong họ Theaceae. Loài này được Y.K.Li ex H.T.Chang & F.A.Zeng mô tả khoa học đầu tiên năm 1982.